# Maarten Hurkmans
Maarten Hurkmans (* 29. August 1997 in Amersfoort) ist ein niederländischer Ruderer, der 2019 Weltmeisterschaftszweiter mit dem Achter war.

## Sportliche Karriere
Maarten Hurkmans gewann bei den Junioren-Weltmeisterschaften 2014 in Hamburg die Silbermedaille im Achter, 2015 in Rio de Janeiro siegte der niederländische Achter. 2016 nahm Hurkmans an den U23-Weltmeisterschaften in Rotterdam teil und gewann den Titel im Achter, 2017 in Plowdiw konnte er den Erfolg wiederholen.
2018 trat Maarten Hurkmans im Achter der Erwachsenenklasse an. Er gewann die Silbermedaille bei den Europameisterschaften in Glasgow und belegte bei den Weltmeisterschaften in Plowdiw den siebten Platz. Bei den Weltmeisterschaften 2019 siegten die Deutschen vor den Niederländern und den Briten. Zwei Jahre später bei den Europameisterschaften 2021 gewann Hurkmans mit dem niederländischen Achter die Bronzemedaille hinter den Booten aus Großbritannien und Rumänien. Bei den Olympischen Spielen in Tokio belegte der niederländische Achter den fünften Platz.